# Daneș
Daneș là một xã thuộc hạt Mureș, România. Dân số thời điểm năm 2002 là 4834 người.